# Сітно (гміна Мислібуж)
Сітно (пол. Sitno, нім. Hohenziethen) — село в Польщі, у гміні Мислібуж Мисліборського повіту Західнопоморського воєводства.
Населення — 422 особи (2011).
У 1975-1998 роках село належало до Гожовського воєводства.

## Демографія
Демографічна структура станом на 31 березня 2011 року:
|          | Загалом | Допрацездатний вік | Працездатний вік | Постпрацездатний вік |
| -------- | ------- | ------------------ | ---------------- | -------------------- |
| Чоловіки | 220     | 50                 | 148              | 22                   |
| Жінки    | 202     | 38                 | 125              | 39                   |
| Разом    | 422     | 88                 | 273              | 61                   |